# Język szylluk
Język szylluk (szilluk, shilluk) – język nilo-saharyjski z zachodniego odłamu gałęzi nilotyckiej języków wschodniosudańskich, używany przez ok. 175 tys. mówiących głównie w Sudanie Południowym. Zapisywany alfabetem łacińskim.